# Aeschynanthus chrysanthus
Aeschynanthus chrysanthus är en tvåhjärtbladig växtart som beskrevs av Patrick James Blythe Woods. Aeschynanthus chrysanthus ingår i släktet Aeschynanthus och familjen Gesneriaceae. Inga underarter finns listade i Catalogue of Life.